# Strombus Ridge
Strombus Ridge ist ein kurviger Gebirgskamm auf Signy Island im Archipel der Südlichen Orkneyinseln. Er erstreckt sich 500 m südlich des Jensen Ridge vom Thulla Point bis zum Jane Col. 
Das UK Antarctic Place-Names Committee benannte ihn 1991 nach dem norwegischen Walfänger Strombus unter Kapitän Gullik Anton Jensen (1901–1982), der zwischen 1935 und 1936 die Gewässer um Signy Island angesteuert hatte.